# James B. Jarrard

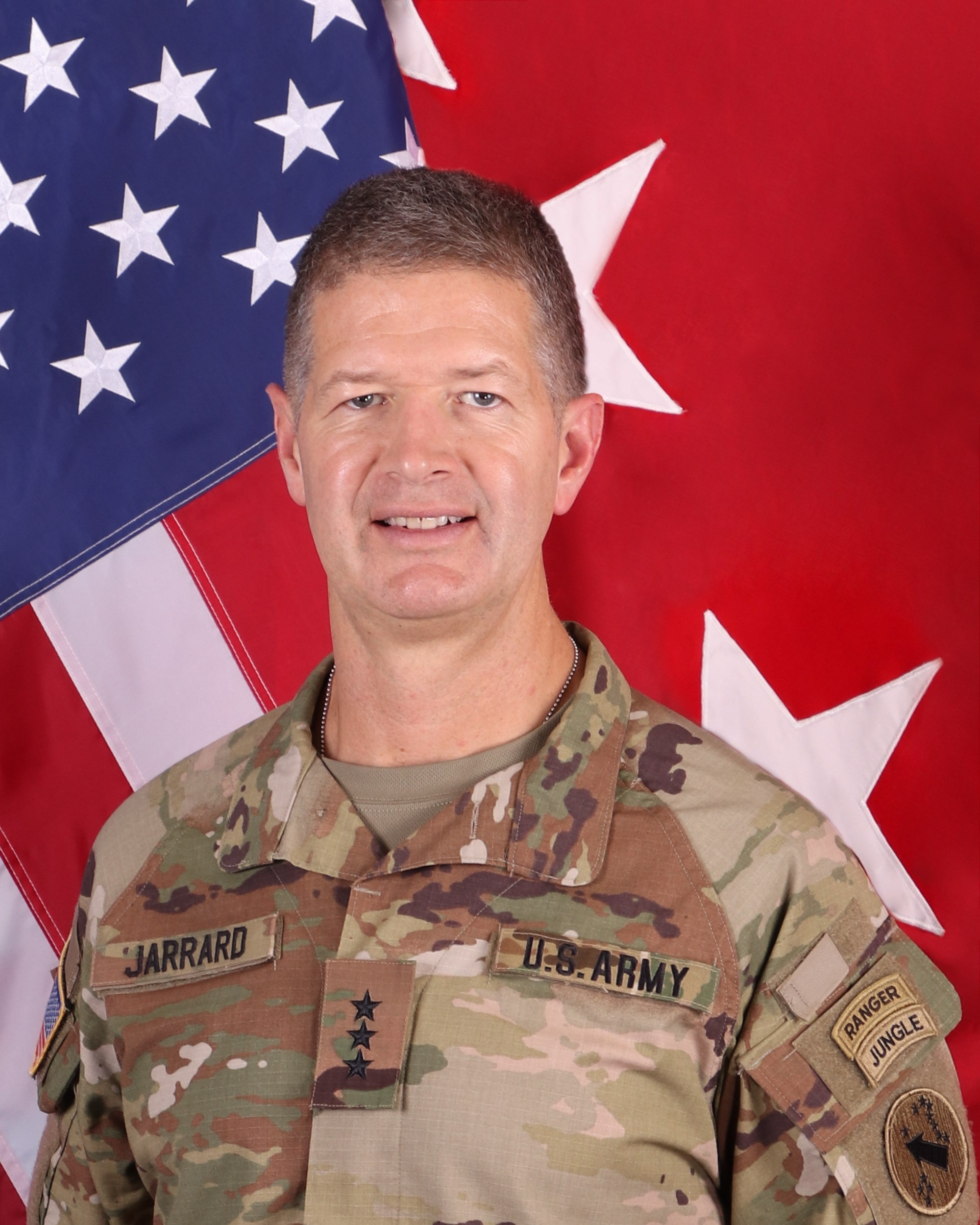
James B. Jarrard (2022)

James B. Jarrard (* um 1966 in Deutschland) ist ein pensionierter Generalleutnant der United States Army. Er war unter anderem Kommandeur der 25. Infanteriedivision.
James Jarrard ist Sohn eines amerikanischen Heeresoffiziers der zum Zeitpunkt der Geburt seines Sohnes mit seiner Familie in Deutschland stationiert war. Sein Zwillingsbruder Joseph Jarrard brachte es in der US-Armee bisher zum Generalmajor. Über das ROTC-Programm der University of North Georgia gelangte James Jarrard im Jahr 1988 in das Offizierskorps des US-Heeres. In der Armee durchlief er anschließend alle Offiziersränge vom Leutnant bis zum Drei-Sterne-General.
Im Lauf seiner militärischen Karriere absolvierte Jarrard verschiedene Kurse und Schulungen. Dazu gehörten unter anderem der Infantry Officers Basic Course, die Air University und das Air Command and Staff College.
In seinen jüngeren Jahren absolvierte er den für Offiziere in den niederen Rangstufen üblichen Dienst in unterschiedlichen Einheiten und Standorten. Dazu gehörten auch Aufgaben als Stabsoffizier in verschiedenen Hauptquartieren. Gleich zu Beginn seiner Laufbahn wurde er zu einer Kompanie in Deutschland versetzt, die unter der Befehlskette der 1. Panzerdivision stand. Daran schlossen sich Versetzungen zu verschiedenen Standorten unter anderem in Georgia zu einer Ausbildungseinheit der Ranger (5th Ranger Training Battalion) und Hawaii an. Dort war er Stabsoffizier in der 3. Brigade der 25. Infanteriedivision und dann Kommandeur einer Kompanie, die ebenfalls zu dieser Division gehörte.
Jarrard nahm im weiteren Verlauf in unterschiedlichen Funktionen am Zweiten Golfkrieg, am Irakkrieg und am Krieg in Afghanistan sowie an der Operation Inherent Resolve teil. Insgesamt war er an acht militärischen Einsätzen beteiligt. Zudem war er Stabsoffizier unter anderem bei der 7. Infanteriedivision, beim United States Special Operations Command und bei den Joint Chiefs of Staff.
Am 2. Dezember 2014 erreichte James Jarrard mit seiner Beförderung zum Brigadegeneral die Generalsränge. Zwischen Juli 2015 und Juli 2017 war er Stabsoffizier in der Abteilung J5 der Joint Chiefs of Staff in Washington, D.C. Dort leitete er die Abteilung für Koordinierungsfragen im Bereich Pakistan und Afghanistan (Director, Pakistan and Afghanistan Coordination Cell, J-5, Joint Staff, Washington, DC). Daran schloss sich eine Versetzung nach Kuwait an, wo er zwischen September 2017 und Juli 2018 eine Spezialeinheit kommandierte (Special Operations Joint Task Force-Operation Inherent Resolve). In diese Zeit fiel am 2. Februar 2018 seine Beförderung zum Generalmajor.
Es folgte eine Versetzung zur MacDill Air Force Base in Florida, wo er zwischen September 2018 und Juli 2019 die Stabsabteilung für Operationen (J3) des United States Special Operations Commands leitete. Anschließend kehrte er nach Hawaii zur 25. Infanteriedivision zurück deren Oberbefehl er im November 2019 übernahm. Dieses Kommando hatte er bis zum Juli 2021 inne als Joseph A. Ryan seine Nachfolge antrat. Nach dem Ende seiner Zeit als Kommandeur der 25. Infanteriedivision blieb Jarrard in Hawaii: Zwischen August 2021 und Juli 2022 war er dort Stabschef des United States Indo-Pacific Commands. Am 28. Juli 2022 erfolgte seine Beförderung zum Generalleutnant. Auch nach dem Ende dieser Berufung konnte er weiter in Hawaii verbleiben. Im Juli 2022 wurde er stellvertretender Kommandeur der dort stationierten United States Army Pacific. Diese Aufgabe bekleidete er bis zum 13. September 2024. Anschließend schied er aus dem aktiven Militärdienst aus. 

## Orden und Auszeichnungen
James Jarrard erhielt im Lauf seiner militärischen Laufbahn unter anderem fünf Mal die Defense Superior Service Medal, die Auszeichnung Legion of Merit und vier Mal die Bronze Star Medal verliehen.